# Navilly
Navilly és un municipi francès, situat al departament de Saona i Loira i a la regió de Borgonya - Franc Comtat. L'any 2007 tenia 417 habitants.

## Demografia

### Població
El 2007 la població de fet de Navilly era de 417 persones. Hi havia 188 famílies, de les quals 64 eren unipersonals (24 homes vivint sols i 40 dones vivint soles), 56 parelles sense fills, 60 parelles amb fills i 8 famílies monoparentals amb fills.
La població ha evolucionat segons el següent gràfic:
Habitants censats

### Habitatges
El 2007 hi havia 253 habitatges, 186 eren l'habitatge principal de la família, 29 eren segones residències i 38 estaven desocupats. 240 eren cases i 12 eren apartaments. Dels 186 habitatges principals, 149 estaven ocupats pels seus propietaris, 25 estaven llogats i ocupats pels llogaters i 12 estaven cedits a títol gratuït; 15 tenien dues cambres, 35 en tenien tres, 53 en tenien quatre i 83 en tenien cinc o més. 155 habitatges disposaven pel capbaix d'una plaça de pàrquing. A 79 habitatges hi havia un automòbil i a 86 n'hi havia dos o més.

### Piràmide de població
La piràmide de població per edats i sexe el 2009 era:
| Homes | Edats   | Dones |
| ----- | ------- | ----- |
| 0     | 95 o +  | 0     |
| 0     | 90 a 94 | 4     |
| 12    | 85 a 89 | 0     |
| 4     | 80 a 84 | 16    |
| 4     | 75 a 79 | 12    |
| 12    | 70 a 74 | 0     |
| 24    | 65 a 69 | 24    |
| 0     | 60 a 64 | 12    |
| 20    | 55 a 59 | 4     |
| 24    | 50 a 54 | 16    |
| 16    | 45 a 49 | 8     |
| 8     | 40 a 44 | 8     |
| 8     | 35 a 39 | 12    |
| 12    | 30 a 34 | 12    |
| 8     | 25 a 29 | 12    |
| 4     | 20 a 24 | 8     |
| 0     | 15 a 19 | 12    |
| 28    | 10 a 14 | 4     |
| 4     | 5 a 9   | 12    |
| 8     | 0 a 4   | 8     |

## Economia
El 2007 la població en edat de treballar era de 251 persones, 180 eren actives i 71 eren inactives. De les 180 persones actives 167 estaven ocupades (98 homes i 69 dones) i 13 estaven aturades (6 homes i 7 dones). De les 71 persones inactives 31 estaven jubilades, 20 estaven estudiant i 20 estaven classificades com a «altres inactius».

### Ingressos
El 2009 a Navilly hi havia 192 unitats fiscals que integraven 440 persones, la mediana anual d'ingressos fiscals per persona era de 14.827 €.

### Activitats econòmiques
Dels 12  establiments que hi havia el 2007, 1 era d'una empresa extractiva, 1 d'una empresa alimentària, 1 d'una empresa de fabricació de material elèctric, 2 d'empreses de fabricació d'altres productes industrials, 2 d'empreses de construcció, 2 d'empreses de comerç i reparació d'automòbils, 1 d'una empresa d'hostatgeria i restauració, 1 d'una entitat de l'administració pública i 1 d'una empresa classificada com a «altres activitats de serveis».
Dels 3 establiments de servei als particulars que hi havia el 2009, 1 era un taller de reparació d'automòbils i de material agrícola, 1 paleta i 1 restaurant.
L'únic establiment comercial que hi havia el 2009 era una fleca.
L'any 2000 a Navilly hi havia 11 explotacions agrícoles que ocupaven un total de 784 hectàrees.

## Equipaments sanitaris i escolars
El 2009 hi havia una escola elemental integrada dins d'un grup escolar amb les comunes properes formant una escola dispersa.

## Poblacions més properes
El següent diagrama mostra les poblacions més properes.